# Hal Fishman
Hal Fishman (New York, 25 agosto 1931 – New York, 7 agosto 2007) è stato un giornalista e conduttore televisivo statunitense.
Fu il giornalista televisivo più anziano in tutta la storia della televisione.
Si laureò al Cornell University dove lavorò per la stazione radio del campus. Inoltre, si laureò in scienze politiche al UCLA nel 1956 e si prefissava una carriera nel mondo accademico (in realtà lavorò come assistente - docente di scienze politiche al California State University, Los Angeles per due anni). Tuttavia, KCOP-TV Channel 13 gli propose di insegnare per un corso "in onda", il canale lo invitò a condurre il suo stesso segmento.